# Comensalidade
A comensalidade pode ser definida como "o ato de comer, de que forma é feito e sua representatividade para o indivíduo." O seu estudo  desempenha importante papel para a avaliação nutricional de um indivíduo ou sociedade, já que engloba os aspectos de sobrevivência e interação humana com o alimento, estando presente em diferentes contextos e vieses e apresentando diversidade de significados.

## Comensalidade no contexto socioantropológico
No contexto social, a comensalidade reflete a característica social humana de interagir e integrar-se em sociedade. Ela inicia-se desde a compra do alimento, incluindo o preparo, o cozimento e a ingestão do mesmo, quando feitos em companhia. Ela gera sensação de bem-estar e prazer, pois o ser humano é um ser social que necessita viver em constante relacionamento com o outro. O ato de comer difere-se de acordo com o local em que é realizado, pois cada região possui seus próprios hábitos alimentares e comidas típicas.

## Comensalidade teológica
No viés religioso, a comensalidade reflete os padrões instituídos por determinados grupos sociais e sua simbologia, em que o alimento está presente em ritos e celebrações como forma de reafirmação religiosa e social.

## Comensalidade nutricional
No aspecto nutricional, a comensalidade engloba o ato de comer, destacando a forma como é feito, em que contexto e quais as interferências nutricionais para o indivíduo, além de seus aspectos sociais. A interação no momento de refeição permite ao comensal (aquele que come) a maior qualidade nutricional, estando a solidão no momento das refeições relacionada com dietas com qualidade nutricional inferior. 
O Guia Alimentar para a População Brasileira traz o conceito de comensalidade discorrendo acerca de todo o processo de alimentação, desde a escolha, habilidades culinárias envolvidas no preparo e as relações sociais que permeiam essas etapas.